# Шагалалы (Акмолинская область)
Шагалалы (каз. Шағалалы, до 2018 г. — Чаглинка) — село в Зерендинском районе Акмолинской области Казахстана. Административный центр Чаглинского сельского округа. Код КАТО — 115659100.

## География
Село расположено на берегу одноименной реки, в центре района, в 28 км на север от центра района села Зеренда.

### Улицы[3]
- микрорайон Орталык,
- микрорайон Ынтымак,
- ул. 8 наурыз,
- ул. Байтерек,
- ул. Женис,
- ул. Новая,
- ул. Нурлы кош,
- ул. Советская,
- ул. Юрия Гагарина.

Решением акима Чаглинского сельского округа от 4 октября 2018 года, в селе были переименованы 6 улиц.

### Ближайшие населённые пункты
- село Еликти в 5 км на севере,
- село Приречное в 5 км на юго-западе,
- село Заречное в 7 км на северо-востоке.

## Население
В 1989 году население села составляло 3260 человек (из них немцев 40 %, русских 34 %).
В 1999 году население села составляло 1984 человека (958 мужчин и 1026 женщин). По данным переписи 2009 года, в селе проживало 2270 человек (1074 мужчины и 1196 женщин).
| Численность населения | Численность населения | Численность населения |
| 1989                  | 1999                  | 2009                  |
| --------------------- | --------------------- | --------------------- |
| 3260                  | ↘1984                 | ↗2270                 |